# Santa María del Refugio
Santa María del Refugio es una localidad del estado mexicano de Guanajuato. Es parte del municipio de Celaya.

## Toponimia
El nombre «Santa María» hace referencia a la santa patrona de la localidad: María de Nazaret.

## Demografía
| Gráfica de evolución demográfica |
|                                  |

| Censo | Población |
| ----- | --------- |
| 1900  | 465       |
| 1910  | 467       |
| 1921  | 468       |
| 1930  | 524       |
| 1940  | 616       |
| 1950  | 601       |
| 1960  | 1 108     |
| 1970  | 1 506     |
| 1980  | 1 780     |
| 1990  | 2 441     |
| 2000  | 2 659     |
| 2010  | 3 041     |
| 2020  | 3 330     |